# Électorat de Hesse
1803–1807
1813–1866
Entités précédentes :
- Landgraviat de Hesse-Cassel
- Royaume de Westphalie

Entités suivantes :
- Royaume de Westphalie
- Royaume de Prusse (province de Hesse-Nassau)

L'Électorat de Hesse, ou Électorat de Hesse-Cassel, ou Hesse-Électorale (Kurhessen) était un État du Saint-Empire romain germanique (de 1803 à 1807), puis un État de la Confédération germanique (de 1813 à 1866).
L'Électorat avait trois voix dans les assemblées générales de la Diète d'Empire et était gouverné par la branche aînée de la maison de Hesse.

## Histoire
En 1801, Guillaume IX de Hesse perdit Saint-Goar et Rheinfels par le traité de Lunéville. En 1803, il reçut le titre d'Électeur, sous le nom de Guillaume Ier. Allié douteux de Napoléon Ier, il vit ses États envahis en 1806 : ils furent partagés entre le royaume de Westphalie et le grand-duché de Francfort. Il les recouvra en 1813 et 1814, et garda le titre d'Électeur, quoique ce titre se trouvât sans objet, le Saint-Empire n'existant plus. Il eut pour successeur en 1821, son fils Guillaume II de Hesse, dont l'administration autoritaire donna naissance à des troubles fréquents, et qui se vit forcé en 1831 de donner une constitution libérale.
Sous Frédéric-Guillaume Ier de Hesse, qui lui succéda en 1847, éclatèrent de nouveaux troubles : il les apaisa momentanément en accordant des réformes (1849) qu'il annula dès 1852. La Hesse Électorale fut annexée au royaume de Prusse en 1866 à la suite de la guerre austro-prussienne, et regroupée avec le Duché de Nassau et la Ville libre de Francfort pour y former la province de Hesse-Nassau, dont elle devint le district de Cassel.

## Liste des électeurs de Hesse
- 1803-1807 : Guillaume Ier, déposé
- 1813-1821 : Guillaume Ier, restauré
- 1821-1847 : Guillaume II, fils du précédent
- 1847-1866 : Frédéric-Guillaume Ier, fils du précédent

L'électorat de Hesse est annexé par le royaume de Prusse en 1866.

## Liste des prétendants au trône de Hesse-Cassel
- 1866-6 janvier 1875 : Frédéric-Guillaume Ier
- 6 janvier 1875-14 octobre 1884 : Frédéric de Hesse-Cassel
- 14 octobre 1884-14 octobre 1888 : Frédéric-Guillaume de Hesse-Cassel, fils du précédent
- 14 octobre 1888-16 mars 1925 : Alexandre-Frédéric de Hesse-Cassel, frère du précédent
- 16 mars 1925-28 mai 1940 : Frédéric-Charles de Hesse-Cassel , frère du précédent, également roi titulaire de Finlande (9 octobre 1918–14 décembre 1918) puis prétendant au trône de Finlande (14 décembre 1918–28 mai 1940)
- 28 mai 1940-25 octobre 1980 : Philippe de Hesse-Cassel, fils du précédent, également prétendant au trône de Finlande
- 25 octobre 1980-23 mai 2013 : Maurice de Hesse-Cassel, fils du précédent, également prétendant aux trônes de Hesse-Darmstadt et de Finlande (25 octobre 1980-23 mai 2013)
- Depuis le 23 mai 2013 : Heinrich Donatus de Hesse, fils du précédent, également prétendant aux trônes de Hesse-Darmstadt et de Finlande